# St. Johannes Nepomuk (Burgsteinfurt)

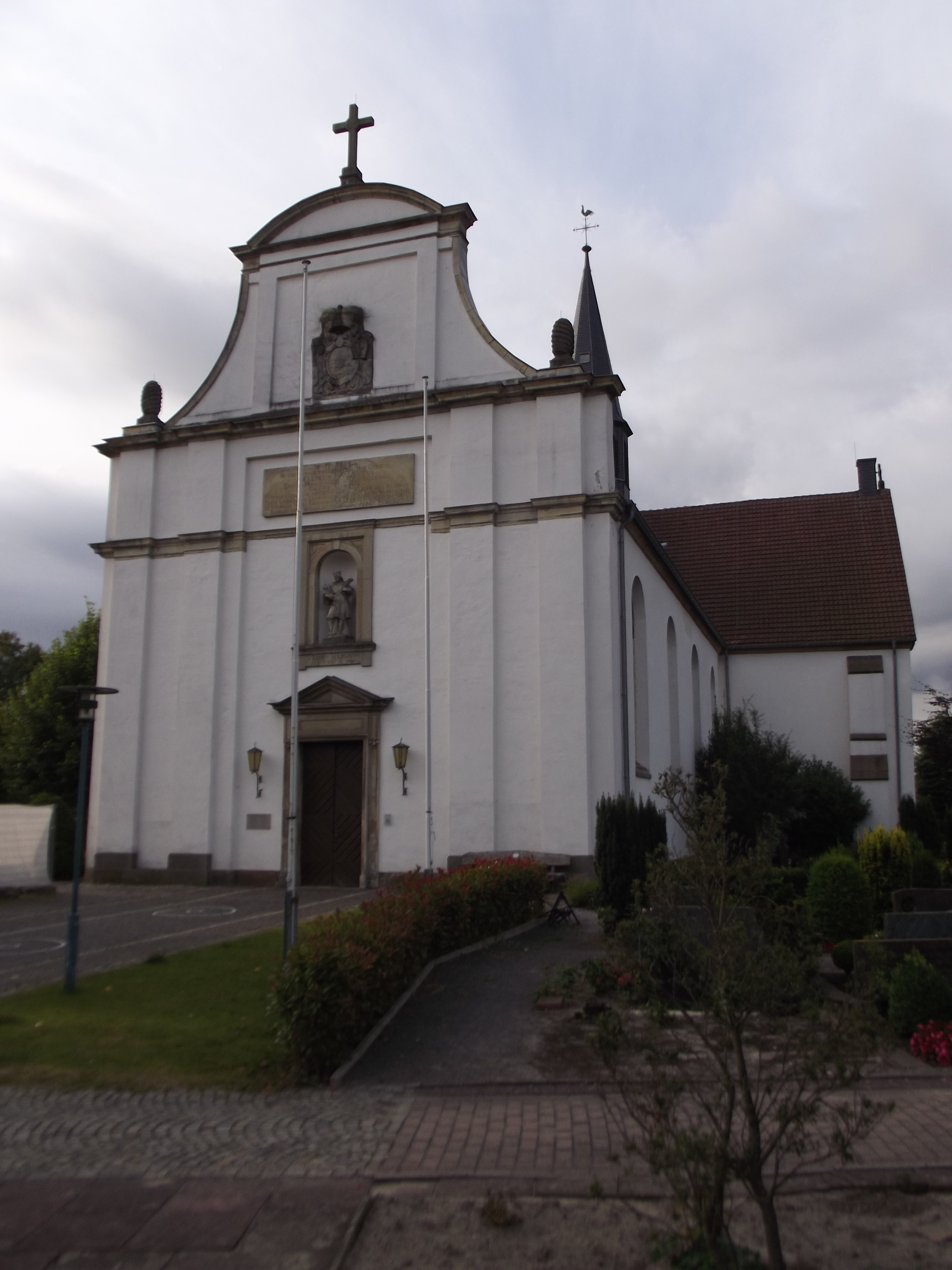
St. Johannes Nepomuk, Burgsteinfurt

Die St.-Johannes-Nepomuk-Kirche ist ein katholisches Kirchengebäude im Stadtteil Burgsteinfurt von Steinfurt.

## Geschichte und Architektur
Die Kirche geht zurück auf ein Kirchengebäude, das in den Jahren 1721 bis 1724 nach Planungen der Baumeister Gottfried Laurenz Pictorius und dessen Bruder Peter Pictorius d. J. erbaut worden war. Damit endete das Simultaneum der Großen Kirche endgültig. Mitte des 19. Jahrhunderts reichte der Kirchenraum für die inzwischen gestiegene Zahl der Gemeindemitglieder nicht mehr aus. Daher wurde die alte Barock-Kirche in den Jahren 1883 bis 1885 nach Plänen des Diözesanbaumeisters Hilger Hertel d. Ä. (Münster) erweitert und umgestaltet. Die Orientierung nach Süden wurde beibehalten. An der Südseite der bis dahin vierjochigen Kirche wurden nach Niederlegung des eingezogenen Chores ein Querschiff mit Apsis und zwei Sakristeien angebaut; die Saalkirche wurde so zur Kreuzkirche und die Innenausstattung im Stil der Neoromanik bzw. Neogotik gestaltet.

## Ausstattung

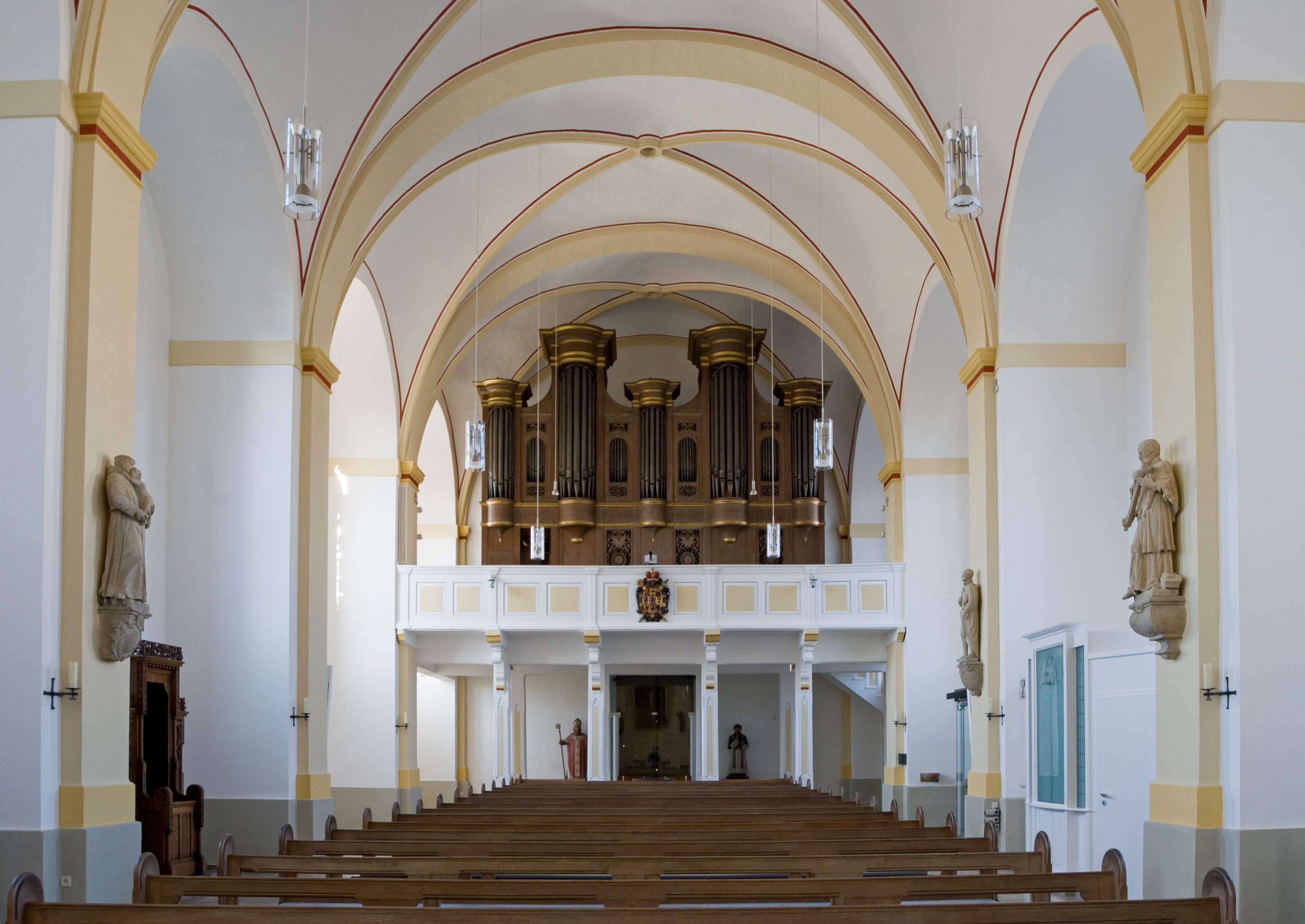
Innenraum mit Blick auf die Orgelempore

Die Steinfurter Madonna, eine bekleidete Figurine aus der Barockzeit, wurde aus der Johanniterkommende übernommen. In der Apsis hängt das Altargemälde aus dem 18. Jahrhundert; die flankierenden Figuren sind ebenfalls vom alten Hochaltar. Das Wappen, das bis zur Renovierung in Kombination mit dem Altargemälde in der Apsis hing, ist seit der letzten Renovierung an der Orgelempore angebracht, da es erst nachträglich im 20. Jahrhundert angefertigt worden ist. Der barocke Taufstein steht in der Apsis. Aus der Neoromanik stammen die Bänke und Beichtstühle.

### Orgel

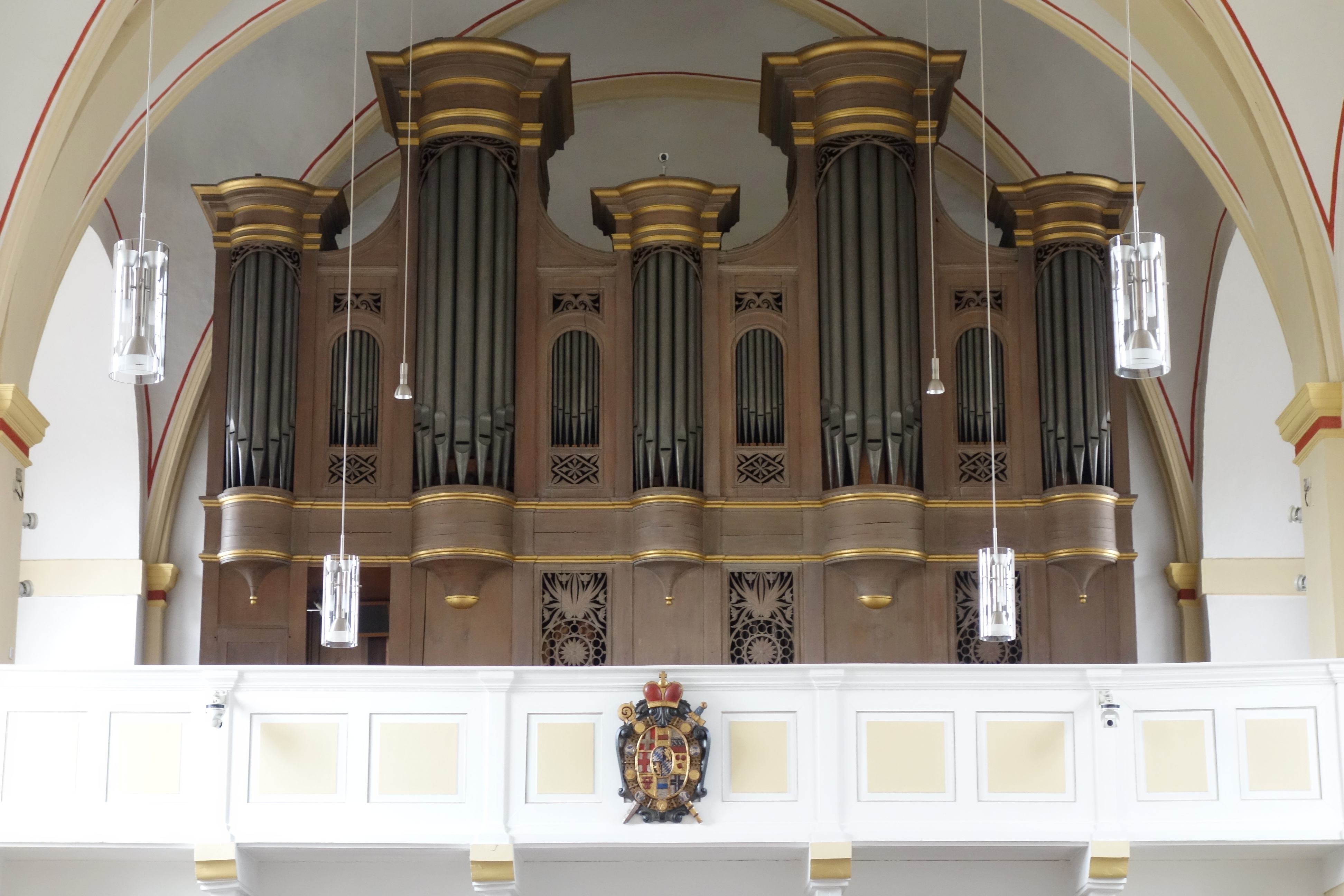
Historischer Orgelprospekt von 1775

Die Orgel geht zurück auf ein Instrument, das 1775 von dem Orgelbauer Goswin Heilmann erbaut wurde. 1846 wurde das Instrument von den Orgelbauern Johann und Caspar Melchior Kersting reorganisiert. Das Schleifladen-Instrument hat 22 Register (1286 Pfeifen) auf zwei Manualen und Pedal. Die Spiel- und Registertrakturen sind mechanisch.
| I Nebenwerk C–f3 |                     |    |
| 1.               | Gedackt             | 8′ |
| 2.               | Flauto amabile      | 8′ |
| 3.               | Salicional          | 8′ |
| 4.               | Praestant           | 4′ |
| 5.               | Flauto doulce       | 4′ |
| 6.               | Oktave              | 2′ |
| 7.               | Carillon II (ab c1) |    |

| II Hauptwerk C–f3 |                |     |
| 8.                | Bordun         | 16′ |
| 9.                | Prinzipal      | 8′  |
| 10.               | Gedackt        | 8′  |
| 11.               | Viola da Gamba | 8′  |
| 12.               | Oktave         | 4′  |
| 13.               | Superoktave    | 2′  |
| 14.               | Mixtur IV      |     |
| 15.               | Trompete       | 8′  |

| Pedalwerk C–f1 |              |     |
| 16.            | Subbass      | 16′ |
| 17.            | Prinzipal    | 8′  |
| 18.            | Spitzgedackt | 8′  |
| 19.            | Oktave       | 4′  |
| 20.            | Oktave       | 2′  |
| 21.            | Posaune      | 16′ |
| 22.            | Trompete     | 8′  |

- Koppeln: I/II, I/P, II/P